# Tek War – Krieger der Zukunft/Episodenliste
Diese Liste der Episoden von Tek War – Krieger der Zukunft enthält alle Episoden der US-amerikanisch-kanadischen Science-Fiction-Serie Tek War – Krieger der Zukunft. Zwischen 1994 und 1996 entstanden insgesamt 22 Episoden, davon die ersten vier in einer Langfassung mit etwa 90 Minuten. Die restlichen 18 haben eine Länge von circa 45 Minuten.

## Übersicht
| Staffel | Episodenanzahl | Erstausstrahlung USA | Erstausstrahlung USA | Erstausstrahlung Kanada | Erstausstrahlung Kanada | Deutschsprachige Erstausstrahlung | Deutschsprachige Erstausstrahlung |
| Staffel | Episodenanzahl | Staffelpremiere      | Staffelfinale        | Staffelpremiere         | Staffelfinale           | Staffelpremiere                   | Staffelfinale                     |
| ------- | -------------- | -------------------- | -------------------- | ----------------------- | ----------------------- | --------------------------------- | --------------------------------- |
| 1       | 4              | 17. Januar 1994      | 9. Mai 1994          | 25. Januar 1994         | 19. Mai 1994            | 24. September 1994                | 3. Dezember 1994                  |
| 2       | 18             | 7. Februar 1995      | 10. Februar 1996     | 22. Dezember 1994       | 9. Februar 1996         | April 1998                        | August 1998                       |

## Staffel 1
Die Erstausstrahlung der ersten Staffel war vom 17. Januar bis zum 9. Mai 1994 beim US-amerikanischen Sender Sci-Fi-Channel und vom 25. Januar bis zum 19. Mai 1994 beim kanadischen Sender CTV zu sehen. Die deutschsprachige Erstausstrahlung sendete der deutsche Free-TV-Sender RTL vom 24. September bis zum 3. Dezember 1994.
| Nr. (ges.) | Nr. (St.) | Deutscher Titel                              | Originaltitel       | Erstausstrahlung USA | Deutschsprachige Erstausstrahlung (D) | Regie             | Drehbuch |
| --- | --------- | -------------------------------------------- | ------------------- | -------------------- | ------------------------------------- | ----------------- | --- |
| 1 | 1         | TekWar: Kampf um die verlorene Vergangenheit | TekWar (The Movie)  | 17. Jan. 1994        | 24. Sep. 1994                         | William Shatner   | Alfonse Ruggiero junior & Westbrook Claridge                                                                                   |
| Der ehemalige Polizist Jake wurde wegen Mordes an seinem Partner und Missbrauch der Droge Tek zu 15 Jahren Gefrierhaft verurteilt. Jetzt kommt er nach 4 Jahren überraschend wieder frei. Von einem alten Kollegen erfährt er, wer dafür verantwortlich ist: Walter Boscom, der Leiter einer Detektei, will Jack engagieren, um mit ihm den Kampf gegen Tek aufzunehmen. |           |                                              |                     |                      |                                       |                   | |
| 2 | 2         | TekWar: Die Fürsten des Todes                | TekWar: Tek Lords   | 14. Feb. 1994        | 11. Nov. 1994                         | George Bloomfield | Handlung: Alfonse Ruggiero junior & Westbrook Claridge Schauspiel: Alfonse Ruggiero junior, Westbrook Claridge & Morgan Gendel |
| Agent Winterguild fällt ins Koma kurz bevor er Walter Boscom, den Chef der Cosmos Detective Agency, treffen wollte. Jake Cardigan soll den kniffligen Fall aufklären. Nebenbei hat er allerdings auch privat mehr als genug Probleme. Der neue Ehemann seiner Exfrau will seinen Sohn Danny adoptieren. Das passt Jake natürlich überhaupt nicht.                        |           |                                              |                     |                      |                                       |                   | |
| 3 | 3         | TekWar: Excalibur – Schwert der Macht        | TekWar: Tek Lab     | 21. Feb. 1994        | 23. Dez. 1994                         | Timothy Bond      | Handlung: Westbrook Claridge Schauspiel: Chris Haddock                                                                         |
| Vor dem Beginn einer Gala im Londoner Tower wird das sagenumwobene Schwert Excalibur gestohlen und Prinz Albert ermordet. Die Cosmos Detective Agency wird beauftragt, den Fall zu lösen. |           |                                              |                     |                      |                                       |                   | |
| 4 | 4         | TekWar: Recht und Gesetz im Cyberspace       | TekWar: Tek Justice | 9. Mai 1994          | 3. Dez. 1994                          | Jerry Ciccoritti  | Handlung: Morgan Gendel Schauspiel: Jim Macak                                                                                  |
| Jake wird beschuldigt, seine Frau ermordet zu haben. Beth und Bascom wollen ihm zur Seite stehen, aber Jake will ihr Angebot nicht annehmen. Schließlich engagiert er für die Verhandlung einen Anwalt, der jedoch nicht hält, was er verspricht. |           |                                              |                     |                      |                                       |                   | |

## Staffel 2
Die Erstausstrahlung der zweiten Staffel war vom 22. Dezember 1994 bis zum 9. Februar 1996 beim kanadischen Sender CTV und vom 7. Januar 1995 bis zum 10. Februar 1996 zunächst beim US-amerikanischen Sender USA Network (Folge 1 bis 14) und danach beim Sci-Fi-Channel (Folge 15 bis 18) zu sehen. Die deutschsprachige Erstausstrahlung sendete der deutsche Free-TV-Sender RTL II von April bis August 1998.
| Nr. (ges.) | Nr. (St.) | Deutscher Titel                  | Originaltitel     | Erstausstrahlung Kanada | Deutschsprachige Erstausstrahlung (D) | Regie             | Drehbuch |
| ---------- | --------- | -------------------------------- | ----------------- | ----------------------- | ------------------------------------- | ----------------- | --- |
| 5          | 1         | Das ganz große Geschäft          | Sellout           | 22. Dez. 1994           | —                                     | William Shatner   | Handlung: Morgan Gendel, Westbrook Claridge & Clifton Campbell Schauspieler: Richard Manning & Hans Beimler |
| 6          | 2         | Das letzte Gefecht               | Unknown Soldier   | 29. Dez. 1994           | —                                     | Allan Kroeker     | Robin Jill Bernheim                                                                                         |
| 7          | 3         | Das Tek-Kommando                 | Tek Posse         | 5. Jan. 1995            | —                                     | George Bloomfield | Richard Manning & Hans Beimler                                                                              |
| 8          | 4         | Ein Freund aus der Vergangenheit | Promises to Keep  | 12. Jan. 1995           | —                                     | Allan Kroeker     | James Kahn                                                                                                  |
| 9          | 5         | Sturmwarnung                     | Stay Of Execution | 19. Jan. 1995           | —                                     | Allan Kroeker     | Marc Scott Zicree                                                                                           |
| 10         | 6         | Das andere Ich                   | Alter Ego         | 2. März 1995            | —                                     | Ken Girotti       | David Bennett Carren & J. Larry Carroll                                                                     |
| 11         | 7         | Killerinstinkt                   | Killer Instinc    | 9. März 1995            | —                                     | Stefan Scaini     | Barry M. Schkolnick                                                                                         |
| 12         | 8         | Der Countdown läuft              | Chill Factor      | 30. März 1995           | —                                     | Bruce Pittman     | Robin Jill Bernheim                                                                                         |
| 13         | 9         | Wettlauf gegen den Tod           | Deadline          | 6. Apr. 1995            | —                                     | Allan Kroeker     | J. Larry Carroll & David Bennett Carren                                                                     |
| 14         | 10        | Carlotta                         | Carlotta’s Room   | 13. Apr. 1995           | —                                     | Bruce Pittman     | James Kahn                                                                                                  |
| 15         | 11        | Tödliche Tarnung                 | Deep Cover        | 10. Juni 1995           | —                                     | Allan Kroeker     | Robin Jill Bernheim                                                                                         |
| 16         | 12        | Jagd im Cyberspace               | Cyberhunt         | 17. Juni 1995           | —                                     | Allan Eastman     | Richard Manning & Hans Beimler                                                                              |
| 17         | 13        | Kein Erbarmen                    | Zero Tolerance    | 24. Juni 1995           | —                                     | Allan Kroeker     | David Bennett Carren & J. Larry Carroll                                                                     |
| 18         | 14        | Gedächtnislücke                  | Forget Me Not     | 1. Juli 1995            | —                                     | Ken Girotti       | James Kahn                                                                                                  |
| 19         | 15        | Himmel und Hölle                 | The Gate          | 20. Jan. 1996           | —                                     | Bruce Pittman     | Marc Scott Zicree                                                                                           |
| 20         | 16        | Schein und Sein                  | Skin Deep         | 27. Jan. 1996           | —                                     | Hans Beimler      | Dean Butler                                                                                                 |
| 21         | 17        | Eine zweite Chance               | Redemption        | 2. Feb. 1996            | —                                     | Bruce Pittman     | J. Larry Carroll, David Bennett Carren & Robin Jill Bernheim                                                |
| 22         | 18        | Freund oder Feind?               | Betrayal          | 9. Feb. 1996            | —                                     | William Shatner   | Lisabeth Shatner                                                                                            |